# دراگیشا کوتکوویچ
دراگیشا کوتکوویچ (سیریلیک صربی: Драгиша Цветковић؛ ۱۵ ژانویه ۱۸۹۳ – ۱۸ فوریه ۱۹۶۹) روزنامه‌نگار، و سیاستمدار اهل صربستان بود. وی از ۵ فوریه ۱۹۳۹ تا ۲۷ مارس ۱۹۴۱ نخست‌وزیر یوگسلاوی بود.
دراگیشا کوتکوویچ در ۱۸ فوریه ۱۹۶۹، در سن ۷۶ سالگی در پاریس درگذشت.